# Henshin
Henshin (変身 (Biến thân)) là từ Tiếng Nhật, viết theo Kanji (Hán tự) suy ra âm Hán Việt đọc là Biến thân, có nghĩa đầy đủ là "biến đổi thân thể". Từ này thường dùng cho manga, anime, và tokusatsu khi một nhân vật thay đổi vẻ ngoài thành một hình dạng mới mang sức mạnh lớn. Ví dụ: Son Goku và Vegeta vận sức mạnh để biến thân thành Super Saiya Jin, khi đó tóc của họ chuyển sang màu vàng. Hoặc trong Kamen Rider Series, các Rider biến thân với một bộ giáp được vật chất hóa lên toàn bộ người.
Henshin hero (変身ヒーロー Henshin Hīrō, Anh hùng Biến thân) thường có một "câu henshin" hay "lệnh biến thân", đó là một câu khẩu lệnh thuộc lòng khi biến thân. Từ "henshin" thường xuyên được dùng trong Kamen Rider Series, trong khi trong các chương trình khác dùng các từ như souchaku (装着 sōchaku, vũ trang), hoặc dùng thành ngữ độc nhất trong câu truyện. nếu biến thân sẽ có bộ giáp bao quanh người hay gọi là bộ bảo hộ và nhiều loại như tokusatsu và các loại khác.